# Karasekia pugionata
Karasekia pugionata är en insektsart som beskrevs av Melichar 1912. Karasekia pugionata ingår i släktet Karasekia och familjen dvärgstritar. Inga underarter finns listade i Catalogue of Life.